# 科梅爾科查湖 (奧孔加特區)
13°44′27″S 71°12′47″W / 13.74083°S 71.21306°W
科梅爾科查湖（Comercocha），是秘魯的湖泊，位於該國南部庫斯科大區，由基斯皮坎奇省的奧孔加特區負責管轄，處於卡良加特山西南面。